# Futbol'nyj Klub Tekstilščik Ivanovo
Il Tekstilščik Ivanovo, ufficialmente Futbol'nyj Klub Tekstilščik Ivanovo (in russo Футбольный клуб "Текстильщик" Иваново?, traslitterazione anglosassone Tekstilshchik Ivanovo), è una società di calcio russa con sede a Ivanovo. Milita in PFN Ligi, la seconda serie del campionato russo di calcio.

## Storia
Fu fondato nel 1937 col nome di Spartak Ivanovo, partecipò alle prime edizioni della Coppa dell'URSS; nel 1939, cambiò nome in Osnova e fece la sua prima apparizione nel campionato sovietico di calcio, partendo dalla Gruppa B, nome con cui era identificata all'epoca la seconda serie. Subito retrocessa, nel 1944 fu rinominata Dinamo Ivanovo e ripartì nel 1945 dalla seconda serie, in quella che nel frattempo era stata rinominata Vtoraja Gruppa e, dal 1950, Klass B. Tra il 1947 e il 1957 fu noto col nome di Krasnoe Znamja (in russo Красное Знамя?, cioè Stella Rossa). Dal 1958 fu chiamato Tekstilščik, in onore della vocazione tessile della città di Ivanovo
Rimase in seconda serie per 18 stagioni di fila, fino al 1962, quando, a causa della riforma dei campionati, rimase in Klass B che divenne la terza serie del campionato. In tale serie raggiunse i play-off promozione per due anni di fila: nel 1963, dopo la vittoria del girone, finì terzo nelle semifinali, perdendo la possibilità di salire di categoria; nel 1964, dopo il secondo posto nel proprio girone, vinse il girone di semifinale e finì terzo in quello finale, tornando in seconda serie, ora nota come Vtoraja Gruppa A.
Da neopromossa vinse immediatamente il proprio girone, ma ottenne solo il quarto posto nei play-off promozione, mancando la qualificazione in massima serie. Nonostante la riforma dei campionati del 1970, che ridusse di molto il numero di club in seconda serie, mantenne la categoria fino al 1974, quando finì ultima e retrocesse in terza serie. Nel 1981 vinse il proprio girone, ma mancò la promozione ai play-off; l'anno successivo si ripeté, ma stavolta finse anche i play-off, tornando in seconda serie.
Fu un'apparizione breve: l'anno successivo finì penultimo e retrocesse. Nel 1989, con l'introduzione della quarta serie nazionale, retrocesse nella neonata Vtoraja Nizšaja Liga, dove rimase fino alla dissoluzione dell'Unione Sovietica.
In Coppa dell'URSS ha raggiunto in tre occasioni gli ottavi: 1944, 1945 e 1951.
Con la nascita del campionato russo fu immediatamente collocato in Pervaja Liga, cioè nella seconda serie, ma dopo appena due stagioni fu retrocesso in Vtoraja Liga. Vi rimase fino al 1998, anno in cui il club fallì. Partito dai dilettanti col nome di FK Ivanovo, nel 2001 ritrovò la storica denominazione di Tekstilščik Ivanovo e due anni più tardi riacquisì lo status di club professionistico. Nel 2004 si fuse con lo Spartak‑Тelekom Šuja, dando vita al Tekstilščik-Тelekom Ivanovo.
Con questa denominazione vinse il girone Ovest del campionato 2006, tornando in seconda serie: la permanenza in questa categoria durò una sola stagione perché la squadra finì terzultima nel 2007, retrocedendo. Da allora ha ripresto la storica denominazione di Tekstilščik Ivanovo e milita nel Girone Ovest di Vtoroj divizion.

## Palmarès

### Competizioni nazionali
- Pervaja Liga sovietica: 2

1953 (Girone 2), 1965 (Girone 2)
- Vtoraja Liga sovietica: 3

1963 (Girone 2 Russo), 1981 (Girone 1), 1982 (Girone 1)
- PPF Ligi: 2

2007 (Girone Ovest), 2018-2019 (Girone Ovest)

### Altri piazzamenti
- Pervenstvo Professional'noj Futbol'noj Ligi:

Secondo posto: 2017-2018 (Girone Ovest)

## Organico

### Rosa 2020
Aggiornato al 1º settembre 2020
| N. |                   | Ruolo | Calciatore          |
| -- | ----------------- | ----- | ------------------- |
| 1  | Russia (bandiera) | P     | Aleksei Smirnov     |
| 7  | Russia (bandiera) | C     | Aleksei Goryushkin  |
| 8  | Russia (bandiera) | C     | Aleksandr Solodkov  |
| 10 | Russia (bandiera) | C     | Vladislav Sysuyev   |
| 11 | Russia (bandiera) | C     | Maksim Sidorov      |
| 12 | Russia (bandiera) | A     | Damir Khusainov     |
| 13 | Russia (bandiera) | C     | Aleksandr Ščanicin  |
| 14 | Russia (bandiera) | A     | Chyzyr Appaev       |
| 15 | Russia (bandiera) | C     | Dmitri Semashkin    |
| 16 | Russia (bandiera) | P     | Maksim Kiselyov     |
| 17 | Russia (bandiera) | D     | Denis Fomin         |
| 18 | Russia (bandiera) | C     | Adil Mukhametzyanov |
| 19 | Russia (bandiera) | C     | Yevgeni Popov       |
| 20 | Russia (bandiera) | A     | Valeri Alshanskiy   |

| N. |                   | Ruolo | Calciatore          |
| -- | ----------------- | ----- | ------------------- |
| 21 | Russia (bandiera) | C     | Maksim Batov        |
| 22 | Russia (bandiera) | C     | Yevgeni Marichev    |
| 23 | Russia (bandiera) | D     | Aleksei Makushkin   |
| 25 | Russia (bandiera) | A     | Artyom Barkhanov    |
| 32 | Russia (bandiera) | P     | Aleksandr Maslov    |
| 37 | Russia (bandiera) | A     | Aleksandr Shlyonkin |
| 55 | Russia (bandiera) | D     | Yury Morozov        |
| 69 | Russia (bandiera) | C     | Ilya Moseychuk      |
| 71 | Russia (bandiera) | A     | Maksim Bachinsky    |
| 76 | Russia (bandiera) | C     | Aleksandr Ageyev    |
| 77 | Russia (bandiera) | C     | Vladimir Romanenko  |
| 84 | Russia (bandiera) | P     | Ivan Zirikov        |
| 88 | Russia (bandiera) | D     | Sergei Obivalin     |
| 95 | Russia (bandiera) | D     | Aleksei Gubochkin   |

### Rosa 2019-2020
Rosa e numeri come da sito ufficiale.
| N. |                   | Ruolo | Calciatore            |
| -- | ----------------- | ----- | --------------------- |
| 1  | Russia (bandiera) | P     | Aleksei Smirnov       |
| 2  | Russia (bandiera) | D     | Aleksandr Chibirov    |
| 3  | Russia (bandiera) | D     | Kirill Sarayev        |
| 4  | Russia (bandiera) | C     | Maksim Batov          |
| 5  | Russia (bandiera) | D     | Roman Putilin         |
| 6  | Russia (bandiera) | D     | Nikolai Radchenko     |
| 7  | Russia (bandiera) | C     | Aleksei Goryushkin    |
| 8  | Russia (bandiera) | C     | Aleksandr Solodkov    |
| 9  | Russia (bandiera) | A     | Aleksandr Alekseyev   |
| 11 | Russia (bandiera) | C     | Maksim Sidorov        |
| 12 | Russia (bandiera) | A     | Aleksandr Radchenko   |
| 13 | Russia (bandiera) | C     | Aleksandr Shchanitsyn |
| 14 | Russia (bandiera) | A     | Damir Tregulov        |

| N. |                   | Ruolo | Calciatore          |
| -- | ----------------- | ----- | ------------------- |
| 15 | Russia (bandiera) | C     | Maksim Gaidukov     |
| 16 | Russia (bandiera) | P     | Ivan Zirikov        |
| 17 | Russia (bandiera) | D     | Denis Fomin         |
| 18 | Russia (bandiera) | C     | Adil Mukhametzyanov |
| 19 | Russia (bandiera) | C     | Evgeni Popov        |
| 20 | Russia (bandiera) | C     | Dmitri Shilov       |
| 21 | Russia (bandiera) | C     | Evgeni Andreev      |
| 22 | Russia (bandiera) | C     | Evgeni Marichev     |
| 23 | Russia (bandiera) | D     | Aleksei Makushkin   |
| 24 | Russia (bandiera) | C     | Ilya Dyomin         |
| 25 | Russia (bandiera) | A     | Ilya Yurchenko      |
| 32 | Russia (bandiera) | P     | Aleksandr Maslov    |
| 37 | Russia (bandiera) | C     | Vladislav Sirotov   |

## Statistiche e record

### Partecipazione ai campionati

#### Unione Sovietica
| Livello | Categoria            | Partecipazioni | Debutto | Ultima stagione | Totale |
| ------- | -------------------- | -------------- | ------- | --------------- | ------ |
| 2º      | Gruppa B             | 1              | 1939    | 1939            | 30     |
| 2º      | Vtoraja Gruppa       | 5              | 1945    | 1949            | 30     |
| 2º      | Klass B              | 13             | 1950    | 1962            | 30     |
| 2º      | Vtoraja Gruppa A     | 5              | 1965    | 1969            | 30     |
| 2º      | Pervaja Gruppa A     | 1              | 1970    | 1970            | 30     |
| 2º      | Pervaja Liga         | 5              | 1971    | 1983            | 30     |
| 3º      | Klass B              | 2              | 1963    | 1964            | 16     |
| 3º      | Vtoraja Liga         | 14             | 1975    | 1989            | 16     |
| 4º      | Vtoraja Nizšaja Liga | 2              | 1990    | 1991            | 2      |

#### Russia
| Livello | Categoria       | Partecipazioni | Debutto   | Ultima stagione | Totale |
| ------- | --------------- | -------------- | --------- | --------------- | ------ |
| 2º      | Pervaja liga    | 2              | 1992      | 1993            | 5      |
| 2º      | Pervyj divizion | 1              | 2007      | 2007            | 5      |
| 2º      | PFN Ligi        | 2              | 2019-2020 | 2020-2021       | 5      |
| 3º      | Vtoraja liga    | 4              | 1994      | 1997            | 20     |
| 3º      | Vtoroj divizion | 10             | 1998      | 2012-2013       | 20     |
| 3º      | PPF Ligi        | 6              | 2013-2014 | 2018-2019       | 20     |

### Statistiche di squadra

#### Unione Sovietica
Seconda serie sovietica
- Partite giocate: 939
- Vittorie: 347
- Pareggi: 265
- Sconfitte: 327
- Gol fatti: 1179
- Gol subiti: 1135
- Miglior vittoria: 8-0 (in due occasioni: nel 1947 contro il Chimik Dzeržinsk, nel 1949 contro lo Spartak Noginsk)
- Peggiore sconfitta: 2-7 (nel 1948 contro il Torpedo Gor'kij), 1-6 (in due occasioni: nel 1972 contro il Čornomorec', nel 1983 contro l'Iskra Smolensk), 0-5 (nel 1956 contro il Krylia Sovetov Stupino)
- Partita con più gol (10): Torpedo Ul'janovsk - Krasnoye Znamya Ivanovo 3-7 (nel 1947), Avangard Kolomna - Tekstilščik Ivanovo 5-5 (nel 1960)

Terza serie sovietica
- Partite giocate: 596
- Vittorie: 323
- Pareggi: 131
- Sconfitte: 142
- Gol fatti: 981
- Gol subiti: 546
- Miglior vittoria: 7-0 (il 31 luglio 1982 contro il TOZ Tula)
- Peggiore sconfitta: 1-5 (in una occasione), 0-4 (in sei occasioni)
- Partita con più gol (10): Tekstilščik Ivanovo - TOZ Tula 3-7 (27 ottobre 1979)

Coppa dell'URSS
- Partite giocate: 62
- Vittorie: 21
- Pareggi: 6
- Sconfitte: 35
- Gol fatti: 88
- Gol subiti: 107
- Miglior vittoria: 9-1 (il 24 maggio 1937 contro il Krylya Sovetov Rybinsk)
- Peggiore sconfitta: 0-6 (il 30 luglio 1944 contro il Kryl'ja Sovetov Mosca)
- Partita con più gol (10): Krylya Sovetov Rybinsk - Spartak Ivanovo 9-1 (24 maggio 1937)